# Oligachaeta chabanaudi
Oligachaeta chabanaudi är en insektsart som först beskrevs av Lucien Chopard 1925.  Oligachaeta chabanaudi ingår i släktet Oligachaeta och familjen syrsor. Inga underarter finns listade i Catalogue of Life.